# Aeroportul intern Al-Baha
Aeroportul intern Al-Baha (în arabă مطار الباحة المحلي) (IATA: ABT, ICAO: OEBA) este un aeroport din Provincia Al Bahah, Arabia Saudită ce deservește zona Al Bahah⁠(d). Aeroportul a fost tranzitat în 2021 de 272.467 de pasageri. A fost deschis în 1983.
Situat la o altitudine de 1.672 m, aeroportul dispune de 1 pistă.

## Infrastructură

### Piste
Aeroportul dispune de o singură pistă. Pista 07/25 are suprafața de asfalt și dimensiunile 3.350 m × 45 m. 